# Xã Hart Lake, Quận Hubbard, Minnesota
Xã Hart Lake (tiếng Anh: Hart Lake Township) là một xã thuộc quận Hubbard, tiểu bang Minnesota, Hoa Kỳ. Năm 2010, dân số của xã này là 509 người.